# Moses Moody
Moses Josiah Moody (Little Rock, 31 maggio 2002) è un cestista statunitense, professionista nella NBA con i Golden State Warriors.

## High school
Moody inizia a giocare alla high school per la Parkview Arts and Science magnate High School di Little Rock, aiutando a raggiungere la finale statale nella sua stagione da freshman. Da sophomore, si trasferisce alla North Little Rock High School, guidando la squadra alla vittoria del titolo statale. Moody viene incluso nell'Arkansas Democrat-Gazette All-Underclassman Team e nell'Arkansas 7A All-State Team. Moody si trasferisce nuovamente per la sua stagione da junior, questa volta alla Montverde Academy di Montverde, Florida, una delle migliori scuole di pallacanestro del paese. Nella sua stagione da senior Montverde, in cui militano anche Cade Cunningham, Scottie Barnes, Day'Ron Sharpe, Caleb Houstan e Dariq Whitehead (tutte reclute a cinque stelle), chiude con un record di 25-0 e uno scarto di vittoria medio di 39 punti.

## College
Considerato universalmente una recluta a quattro stelle, Moody accetta la borsa di studio di Arkansas, rifiutando, tra le altre, quelle di Michigan e West Virginia. Moody diventa così il giocatore con il ranking più alto dal 2013 a scegliere i Razorbacks (quando lo fece Bobby Portis).
Moody disputa una stagione di alto livello, chiusa con 16,8 punti, 5,8 rimbalzi e 1,6 assist di media a partita, la vittoria del premio come miglior freshman della SEC e l'inclusione nel primo quintetto della conference. I Razorbacks si qualificano alla March Madness, dove vengono però eliminati da Baylor, futura vincitrice del titolo.
Il 9 aprile si rende eleggibile per il Draft NBA 2021, firmando successivamente con l'agenzia di rappresentanza Klutch Sports.

## NBA

### Golden State Warriors (2021-)
Moody viene selezionato dai Golden State Warriors con la 14ª scelta assoluta.

## Statistiche
| † | Denota una stagione in cui ha vinto il titolo |

### NCAA
| Anno      | Squadra         | PG | PT | MP   | TC%  | 3P%  | TL%  | RP  | AP  | PRP | SP  | PP   |
| --------- | --------------- | -- | -- | ---- | ---- | ---- | ---- | --- | --- | --- | --- | ---- |
| 2020-2021 | Ark. Razorbacks | 32 | 32 | 33,8 | 42,7 | 35,8 | 81,2 | 5,8 | 1,6 | 1,0 | 0,7 | 16,8 |
| Carriera  | Carriera        | 32 | 32 | 33,8 | 42,7 | 35,8 | 81,2 | 5,8 | 1,6 | 1,0 | 0,7 | 16,8 |

#### Massimi in carriera
- Massimo di punti: 28 (4 volte)[9]
- Massimo di rimbalzi: 10 vs Missouri (2 gennaio 2021)
- Massimo di assist: 5 vs Louisiana State (27 febbraio 2021)
- Massimo di palle rubate: 3 (2 volte)
- Massimo di stoppate: 3 (2 volte)
- Massimo di minuti giocati: 39 (4 volte)

### NBA

#### Regular Season
| Anno       | Squadra       | PG  | PT | MP   | TC%  | 3P%  | TL%  | RP  | AP  | PRP | SP  | PP  |
| ---------- | ------------- | --- | -- | ---- | ---- | ---- | ---- | --- | --- | --- | --- | --- |
| 2021-2022† | G.S. Warriors | 52  | 11 | 11,7 | 43,7 | 36,4 | 77,8 | 1,5 | 0,4 | 0,1 | 0,2 | 4,4 |
| 2022-2023  | G.S. Warriors | 63  | 3  | 13,0 | 47,6 | 36,3 | 69,8 | 1,7 | 0,8 | 0,3 | 0,1 | 4,8 |
| 2023-2024  | G.S. Warriors | 66  | 9  | 17,5 | 46,2 | 36,0 | 78,5 | 3,0 | 0,9 | 0,6 | 0,4 | 8,1 |
| 2024-2025  | G.S. Warriors | 74  | 34 | 22,3 | 43,3 | 37,4 | 79,7 | 2,6 | 1,3 | 0,8 | 0,4 | 9,8 |
| Carriera   | Carriera      | 255 | 57 | 16,6 | 44,9 | 36,7 | 77,5 | 2,2 | 0,9 | 0,5 | 0,3 | 7,0 |

#### Play-off
| Anno     | Squadra       | PG | PT | MP   | TC%  | 3P%  | TL%  | RP  | AP  | PRP | SP  | PP  |
| -------- | ------------- | -- | -- | ---- | ---- | ---- | ---- | --- | --- | --- | --- | --- |
| 2022†    | G.S. Warriors | 13 | 0  | 8,1  | 53,6 | 53,8 | 66,7 | 0,6 | 0,3 | 0,2 | 0,2 | 3,2 |
| 2023     | G.S. Warriors | 12 | 0  | 13,4 | 53,5 | 59,1 | 91,7 | 2,6 | 0,7 | 0,4 | 0,3 | 5,8 |
| 2025     | G.S. Warriors | 12 | 2  | 16,1 | 35,0 | 33,3 | 82,4 | 2,2 | 1,2 | 0,5 | 0,3 | 7,1 |
| Carriera | Carriera      | 37 | 2  | 12,4 | 43,7 | 43,8 | 82,9 | 1,8 | 0,7 | 0,4 | 0,3 | 5,3 |

#### Massimi in carriera
- Massimo di punti: 30 vs Denver Nuggets (7 marzo 2022)[10]
- Massimo di rimbalzi: 8 (2 volte)
- Massimo di assist: 4 (4 volte)
- Massimo di palle rubate: 3 (4 volte)
- Massimo di stoppate: 3 vs Phoenix Suns (25 ottobre 2022)
- Massimo di minuti giocati: 37 vs San Antonio Spurs (1º febbraio 2022)

### G League
| Anno      | Squadra       | PG | PT | MP   | TC%  | 3P%  | TL%  | RP  | AP  | PRP | SP  | PP   |
| --------- | ------------- | -- | -- | ---- | ---- | ---- | ---- | --- | --- | --- | --- | ---- |
| 2021-2022 | S.C. Warriors | 9  | 9  | 32,3 | 47,5 | 37,5 | 90,0 | 6,0 | 1,6 | 1,8 | 1,1 | 27,4 |
| 2022-2023 | S.C. Warriors | 5  | 5  | 32,3 | 44,2 | 40,0 | 69,2 | 5,8 | 1,8 | 1,2 | 0,6 | 24,4 |
| Carriera  | Carriera      | 14 | 14 | 32,3 | 46,3 | 38,3 | 83,7 | 5,9 | 1,8 | 1,6 | 0,9 | 26,4 |

## Palmarès

### Squadra
- Campionato NBA: 1

Golden State Warriors: 2022

### Individuale

#### NCAA
- SEC Freshman of the Year (2021)
- All-SEC First Team (2021)
- SEC All-Freshman Team (2021)
- Associated Press All-American Honorable Mention (2021)

#### High school
- Arkansas Democrat-Gazette All-Underclassman Team (2018)
- Arkansas 7A All-State Team (2018)
- All-Nike EYBL Honorable Mention (2019)